# Verigar

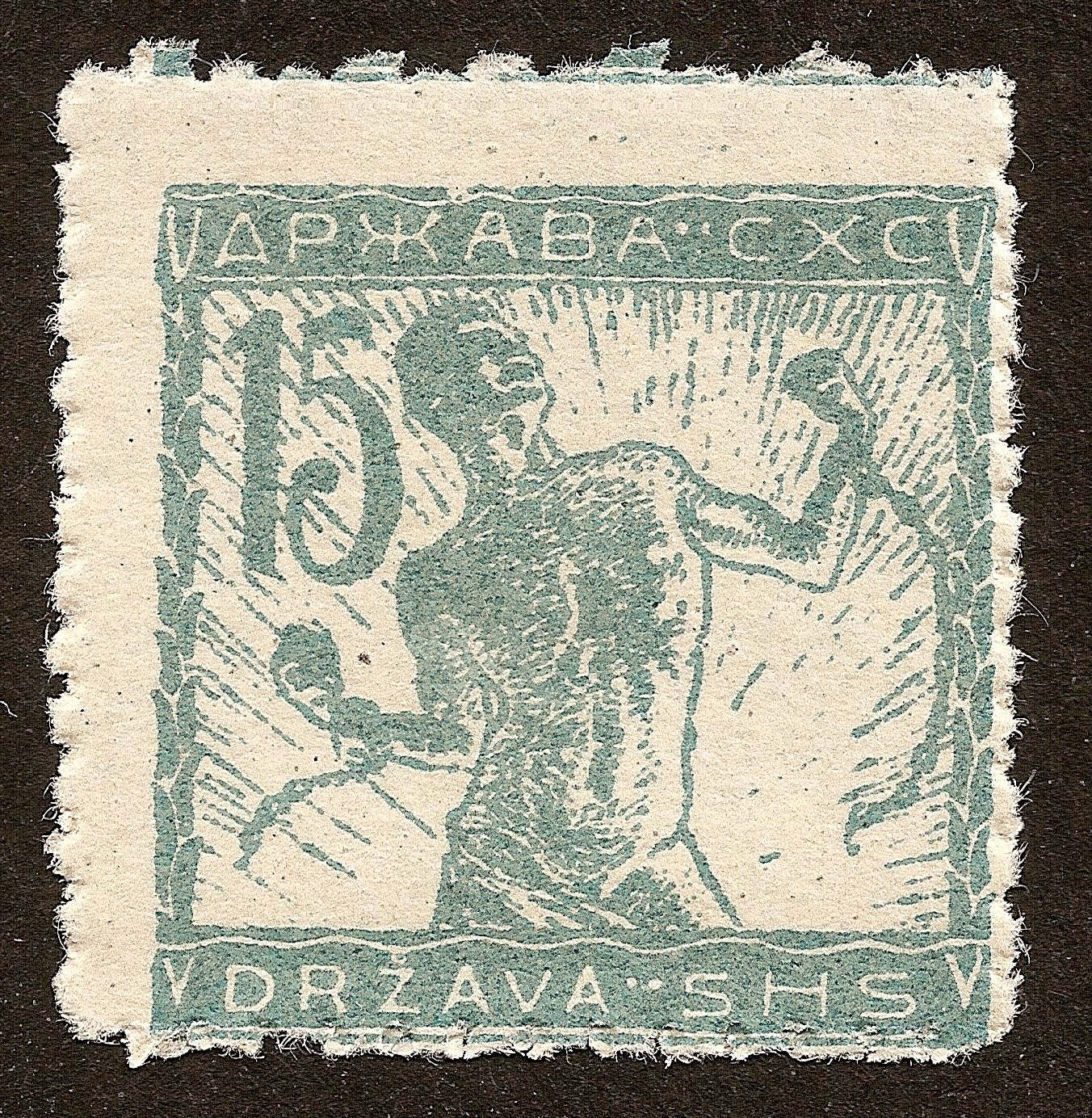
Le 15 heller de la série Verigar.

Verigar est une série de timbres-poste préparés à la fin de 1918 et émis au début de 1919 dans les régions slovènes de l'État des Slovènes, Croates et Serbes. Cet État regroupait ces trois peuples des provinces du sud de l'Autriche-Hongrie (actuelles Slovénie, Croatie et Bosnie-Herzégovine). 

## Historique
Depuis octobre 1918, les régions slovènes, croates et serbes de l'empire d'Autriche-Hongrie constituent un État, profitant de la situation de l'Empire pendant les dernières semaines de la Première Guerre mondiale. Dès décembre, ces régions rejoignant les royaumes indépendants du Monténégro et de Serbie pour former le royaume des Serbes, Croates et Slovènes (devenu royaume de Yougoslavie en 1929).
Dans ces différentes régions, les anciens timbres d'Autriche, de Hongrie et du territoire de Bosnie-Herzégovine sont utilisés surchargés ou non du nom de la région ou de l'abréviation du nouvel État « S.H.S. » (pour Slovènes, Croates et Serbes en français).
À Ljubljana, sont émis des timbres au type Verigar pour les régions slovènes.

## Description
La série Verigar tire son nom du sujet principal : un homme brise ses chaînes devant un soleil levant. En slovène, veriga signifie chaîne ; verigar en est un substantif qui signifie de manière imagée celui qui est enchaîné. Cet enchaîné qui se libère symbolise l'esclave qui se libère du joug, tel les Slaves de celui de l'Autriche-Hongrie.
La mention en alphabets cyrillique (« Држава СХС ») et latin (« Država SHS ») signifie « État des Slovènes, Croates et Serbes ». La mention est correcte au moment du dessin des timbres, mais est erronée lors de son émission en 1919 puisque cet État a intégré le nouveau Royaume des Serbes, Croates et Slovènes.
Le dessin est du peintre slovène Ivan Vavpotič.

## Reprise
L'émission de cette série est considérée dans ce pays comme la première émission de Slovénie, même si elle est classée dans les catalogues sous la rubrique Royaume des Serbes, Croates et Slovènes ou Yougoslavie.
Le 19 mars 1993, pour le 75e anniversaire de la poste slovène, le dessin de Vavpotič est repris sur un timbre-poste, avec un fond coloré et la décoration aux couleurs nationales.